# Источник (Епархија канадска)
Источник је име часописа који штампа истоимена издавачка кућа Епархије канадске.
Часопис је покренут децембра 1987. године и посвећен је превасходно хришћанским и теолошким темама као и књижевности, култури и животу Срба у Канади. Лист излази трипут годишње у 5000 примерака.
Источник је и име веб-странице епархије која постоји од 1998. године. Слава часописа је Источни петак.

## Историјат
Епархија канадска је, на иницијативу епископа канадског Георгија, децембра 1987. године покренула свој лист „Источник”, назван у част „Дабро-босанског источника” који је у 19. веку излазио у Сарајеву. Мало затим са радом почиње и истоимена издавачка кућа, која је до сада објавила на више десетина наслова.
Лого је дизајнирао Душан Бата Бијелић. Првобитна штампарија Источника налазила се у једном стану у улици Парклон 80 (енгл. 80 Park Lawn Road) у западном делу Торонта.
Источник се први пут појављује са својим штандом на Београдском сајму књига 2000. године.
За свој допринос развоју српске културе, Источник је награђен Вуковом наградом за 2005. годину.
Двадесетпетогодишњица Источника прослављена је на Источни петак 20. априла 2012. године у манастиру Светог Преображења Господњег Светом архијерејском литургијом коју су служили патријарх српски Иринеј, епископ канадски Георгије, епископ средњоевропски Константин, епископ британско-скандинавски Доситеј, епископ ваљевски Милутин и бројно свештенство из Онтарија и Квебека. После литургије је одржана духовна академија у згради библиотеке. Том приликом се присутнима обратио и патријарх Иринеј, а међу гостима су били Рада Ђуричин и Вјера Мујовић.
Поред штампаног формата, лист излази и у дигиталном формату од јануара 2012. године.

## Редакција и уредништво
Од 1997. до 2015. године, уредник издавачке куће „Источник” био је епархијски секретар Давор Миличевић.
За Источник су писали многи истакнути писци као што су Драгомир Брајковић, Срђа Трифковић, Антоније Ђурић, Добрица Ерић, Слободан Ракитић, Драгољуб Живојиновић, Матија Бећковић, Рајко Петров Ного, Драган Лакићевић, Момир Војводић, Светислав Божић, Бранко Брђанин Бајовић, Радош Љушић, Слободан Милеуснић, Ранко Радовић, Миле Медић, Игор Коларов, Мошо Одаловић, Олга Марковић, Гордана Петковић Лаковић, Љубивоје Ршумовић, Андреј Базилевски и Мирослав Радошевић.
Гост-уредник 75. издања јула 2009. године био је Бошко Обрадовић. Уредник Источничића, дечјих страна у часопису Источник, била је Мирјана Булатовић. Уредник веб-странице је Ђурађ Вујчић.

### Главни и одговорни уредници
- протојереј-ставрофор Василије Томић (1987–2007)
- протојереј-ставрофор Љубомир Рајић (2007–2014)
- протојереј-ставрофор Горан Гојковић (2014–2015)
- протојереј-ставрофор Драгомир Нинковић (2015–2018)
- протојереј Јовица Ћетковић (2018–2023)
- јереј Душко Марковић (2023–данас)